# The Gorge
Pour les articles homonymes, voir Gorge.
Pour plus de détails, voir Fiche technique et Distribution.
The Gorge est un film américain réalisé par Scott Derrickson et sorti en 2025. Écrit par Zach Dean, il met en scène Miles Teller, Anya Taylor-Joy et Sigourney Weaver dans les rôles principaux. Le film est produit par Skydance Media et Crooked Highway et est diffusé sur Apple TV+.

## Synopsis
Deux agents d’élite (Miles Teller et Anya Taylor-Joy) sont déployés dans des tours opposées, séparées par un immense précipice abritant un mal insondable. Malgré la distance qui les sépare, ils tissent un lien fragile tout en restant aux aguets face à cette menace insaisissable. Mais lorsque l’ampleur du danger, capable de plonger l’Humanité dans le chaos, leur est révélée, ils devront s’allier pour contenir l’horreur enfermée dans le gouffre, avant qu’il ne soit trop tard.

## Fiche technique
Sauf indication contraire, les informations mentionnées dans cette section peuvent être confirmées par la base de données cinématographiques IMDb,  présente dans la section « Liens externes ».
- Titre original : The Gorge
- Réalisation : Scott Derrickson
- Scénario : Zach Dean
- Musique : Trent Reznor et Atticus Ross
- Décors : Rick Heinrichs
- Costumes : Ellen Mirojnick
- Photographie : Dan Laustsen
- Montage : N/A
- Production : C. Robert Cargill, Sherryl Clark, Zach Dean, Scott Derrickson, David Ellison, Dana Goldberg, Greg Goodman, Gregory Goodman, Don Granger et Adam Kolbrenner

Coproducteur : Cliff Lanning
Producteur délégué : Miles Teller
- Sociétés de production : Skydance, Lit Entertainment Group et Crooked Highway
- Société de distribution : Apple Original Films
- Budget : 50 à 70 millions $ [2].
- Pays de production :  États-Unis
- Langue originale : anglais
- Format : couleur
- Genre : Action, romance et science-fiction
- Durée : 127 minutes
- Date de sortie[3] : 14 février 2025 (sur Apple TV+)
- Classification[4] :
  - États-Unis : PG-13

## Distribution
- Miles Teller (VF : Gauthier Battoue) : Levi
- Anya Taylor-Joy (VF : Diane Kristanek) : Drasa
- Sigourney Weaver (VF : Annie Sinigalia) : Bartholomew
- Sope Dirisu (VF : Vincent Touré) : J.D.
- William Houston (VF : Serge Biavan) : Erikas

 Source et légende : version française (VF) sur RS Doublage

## Production
En décembre 2020, il est annoncé que le scénario The Gorge de Zach Dean (en) figure sur la Black List annuelle regroupant les meilleurs scénarios encore non produits à Hollywood. En mars 2022, Scott Derrickson est annoncé à la réalisation et à la production.
En août 2022, Miles Teller est confirmé dans le rôle principal et participe également en tant que producteur délégué. En octobre, Anya Taylor-Joy rejoint elle aussi la distribution. Sigourney Weaver est annoncée en mars 2023.
Le tournage débute en mars 2023 à Londres. Il se déroule notamment dans les studios Warner Bros. Studios Leavesden. Quelques plans extérieurs sont réalisés à Rauma en Norvège.